# Saint-Igny-de-Roche
Saint-Igny-de-Roche – miejscowość i gmina we Francji, w regionie Burgundia-Franche-Comté, w departamencie Saona i Loara.
Według danych na rok 1990 gminę zamieszkiwało 559 osób, a gęstość zaludnienia wynosiła 70 osób/km² (wśród 2044 gmin Burgundii Saint-Igny-de-Roche plasuje się na 416. miejscu pod względem liczby ludności, natomiast pod względem powierzchni na miejscu 1049.).